# Metleucauge
Genre
Metleucauge est un genre d'araignées aranéomorphes de la famille des Tetragnathidae.

## Distribution
Les espèces de ce genre se rencontrent en zone holarctique.

## Liste des espèces
Selon World Spider Catalog (version 16.5, 17/12/2015) :
- Metleucauge chikunii Tanikawa, 1992
- Metleucauge davidi (Schenkel, 1963)
- Metleucauge dentipalpis (Kroneberg, 1875)
- Metleucauge eldorado Levi, 1980
- Metleucauge kompirensis (Bösenberg & Strand, 1906)
- Metleucauge minuta Yin, 2012
- Metleucauge yaginumai Tanikawa, 1992
- Metleucauge yunohamensis (Bösenberg & Strand, 1906)

## Publication originale
- Levi, 1980 : The orb-weaver genus Mecynogea, the subfamily Metinae and the genera Pachygnatha, Glenognatha and Azilia of the subfamily Tetragnathinae north of Mexico (Araneae: Araneidae). Bulletin of the Museum of Comparative Zoology at Harvard College, vol. 149, p. 1-74 (texte intégral).